# Le Schlumpf
Pour les articles homonymes, voir Schlumpf.
Le Schlumpf est une station de sports d'hiver, située dans le massif des Vosges dans le Grand Est, sur la commune de Dolleren dans le Haut-Rhin.

## Géographie
Au cœur des Hautes-Vosges du Sud, la station du Schlumpf se trouve dans le parc naturel régional des Ballons des Vosges. C'est la plus septentrionale d'Alsace.

## Description
L'inauguration de la station du Schlumpf a eu lieu le 12 janvier 1972, avec la mise en service du téléski Poma H 120. Ce jour-là, bien que la neige fût de mauvaise qualité, la station a ouvert ses portes en présence des habitants et du curé du village, l'abbé Schaal, venu bénir le téléski.
Située entre 675 et 1 012 mètres d'altitude, la station offre des pistes de ski alpin, dont la piste de la Verdure (rouge), la plus longue du massif des Vosges, ainsi que la piste de la Dolleroise (verte) pour débutants. La station propose également une piste de luge, des itinéraires de randonnée en raquette et ski de fond, ainsi que des tracés hors-pistes[source insuffisante],,.
En été, l'événement VTT Ô SCHLUMPF est organisé chaque année par la station de ski du Schlumpf. Il propose des descentes et des randonnées en VTT et eBike, ainsi qu'une montée en téléski. Des animations variées et des concerts complètent également cette manifestation.